# Proichthydioides remanei
Proichthydioides remanei is een buikharige uit de familie Proichthydiidae. Het dier komt uit het geslacht Proichthydioides. Proichthydioides remanei werd in 1971 voor het eerst wetenschappelijk beschreven door Sudzuki. 